# Otitoma vitrea
Otitoma vitrea é uma espécie de gastrópode do gênero Otitoma, pertencente a família Pseudomelatomidae.